# Kevin McNaughton
Kevin McNaughton (Dundee, 28 agosto 1982) è un ex calciatore scozzese, di ruolo difensore.

## Carriera

### Nazionale
Ha giocato 4 partite con la nazionale scozzese.

## Palmarès

### Club

#### Competizioni nazionali
- Football League One: 1

Wigan: 2015-2016

### Individuale
- Miglior giovane dell'anno della SPFA: 1

2001-2002